# Niizuki
Le Niizuki (新月) était un destroyer de classe Akizuki en service dans la Marine impériale japonaise pendant la Seconde Guerre mondiale.

## Historique
Dans la nuit du 4 au 5 juillet 1943, le Niizuki escorte un transport de troupes à Kolombangara. Il détecte avec son radar des navires américains dans le golfe de Kula au cours duquel il torpille et coule, avec les destroyers Yūnagi et Nagatsuki, le destroyer américain USS Strong.
Dans la nuit du 5 au 6 juillet 1943, le Niizuki mène une opération d'escorte pour Kolombangara. Lors de la bataille du golfe de Kula, il est coulé par des tirs d'un groupe de croiseurs-destroyers américains à 8 km à l'est de Kolombangara, à la position géographique 7° 57′ S, 157° 12′ E.

### Découverte de l'épave
En janvier 2019, le navire océanographique de Paul Allen RV Petrel a retrouvé l'épave du destroyer Niizuki reposant par 745 mètres de fond.